# São Lourenço da Mata
São Lourenço da Mata é um município brasileiro do estado de Pernambuco localizado na região metropolitana do Recife.

## História
São Lourenço da Mata é uma dos assentamentos urbanos mais antigos do Brasil.
Existem registros da presença de índigenas tupinambás no local, datados de 1554. Este grupo indígena ocupava vastas extensões de terra ao longo dos rios Capibaribe e Beberibe e ofereceu grande resistência à colonização portuguesa[carece de fontes?]. No ano de 1554 foram derrotados pelos filhos de Duarte Coelho, donatário da Capitania de Pernambuco[carece de fontes?]. A partir daí foi possível aos portugueses penetrar na mata rica em pau-brasil e estabelecer um entreposto na região. O nome de Lourenço provém do primeiro morador da região[carece de fontes?]. O pau-brasil era conduzido em carros de boi até o Rio Capibaribe e seguia por via fluvial até o Paço do Fidalgo, hoje Santana (Recife).
Os primeiros povoadores erigiram uma capela no alto de uma colina em homenagem a São Lourenço, datada de 1621, onde hoje está a Igreja Matriz, que conserva traços da primitiva capela.
A extração de pau-brasil facilitou a ocupação da região e, ao final do século XVI surgiram os primeiros engenhos. Registros indicam sete fábricas em 1630.
A invasão holandesa em Pernambuco chegou a São Lourenço em 1635. Após alguma resistência, a cidade foi evacuada. Foi palco de intensa guerrilha. Após a expulsão dos holandeses, retomou a atividade açucareira.
O distrito foi criado por alvará em 13 de outubro de 1775, subordinado parte ao município de Recife e outra parte a Paudalho.
Elevado à categoria de vila com a denominação de São Lourenço da Mata, pela lei provincial nº 1805, de 13 de Junho de 1884. O município foi instalado em 10 de Janeiro de 1890.
O município recebeu o título de capital do Pau-Brasil por causa da reserva ecológica de Tapacurá, remanescente de Mata Atlântica, onde se encontram mais de 100 mil árvores de Pau-Brasil.
Criado por Clodoaldo Gomes de Araújo, no ano de 1967, o brasão do município é composto por diversos elementos que fazem parte da própria história da cidade. O escudo é o elemento de fundo típico de diversos brasões e remete a uma arma de defesa de guerra, elemento bastante utilizado nas lutas durante a idade medieval. O canhão iluminado pelos raios do sol, no centro do brasão, faz alusão a restauração pernambucana, fato histórico do Estado de Pernambuco, e que São Lourenço da Mata esteve inserido. Durante a invasão holandesa em Pernambuco (1630-1654), parte do território de São Lourenço da Mata foi invadido, e o canhão representa a batalha vencida contra os holandeses. O feixe de cana-de-açúcar remete a vegetação típica do município, que durante muitos anos teve nas produções dos engenhos de cana-de-açúcar uma de suas maiores fontes de renda. Assim como o feixe de cana, os ramos de pau-brasil também simbolizam a vegetação típica e abundante da região, e que apesar da exploração exacerbada durante o período de colonização, diversos pés de pau-brasil ainda sobrevivem no município.

### Emancipação política
Até 1775, São Lourenço da Mata era apenas um distrito subordinado aos municípios de Recife e Paudalho. A emancipação da área veio junto com a denominação São Lourenço da Mata apenas em 13 de junho de 1884, quando o distrito foi elevado à categoria de vila e desmembrado de Recife e Paudalho pela lei provincial nº 1.805. Em 10 de janeiro de 1890 foi instalada a vila, formada pelos distritos de São Lourenço da Mata e São Lourenço do Sul.
A Lei nº 1805 teve execução no regime republicano e de acordo com o decreto de 9 de janeiro de 1892 foi eleito em 21 de fevereiro e tomou posse em 25 de março do mesmo ano, o primeiro governo do município, formado pelo prefeito Temolião Duarte de Albuquerque Maranhão. Devido as instabilidades dos primeiros tempos da República, o primeiro governo foi dissolvido e já em 8 de novembro de 1892, o Dr. Francisco de Paulo Corrêa de Araújo assumiu a segunda administração municipal, passados apenas oito meses da primeira gestão.
Em 1º de julho de 1909 a vila foi elevada a condição de cidade e sede municipal, novamente com a denominação de São Lourenço da Mata, que desde 1854 teve anexado o distrito de Nossa Senhora da Luz, e ao de Camaragibe em 1908. Pelo decreto-lei estadual nº 235, de 09 de dezembro de 1938, o município de São Lourenço da Mata passou a denominar-se São Lourenço, voltando a antiga denominação apenas em 1943, pelo decreto-lei estadual nº 952. Em 1963, o distrito de Camaragibe foi elevado à categoria de município e desmembrado de São Lourenço da Mata. Já em 1964, foi extinto e anexado novamente a cidade, sendo desmembrado definitivamente apenas em 1982.

## Geografia
Localiza-se a uma latitude 08º00'08" sul e a uma longitude 35º01'06" oeste, estando a uma altitude de 58 metros. Possui uma área de 264,48 km² e sua população, conforme estimativas do IBGE de 2021, era de 114 910 habitantes.

### Limites
- Norte: Paudalho, Chã Grande e Camaragibe
- Sul: Moreno, Jaboatão dos Guararapes e Recife
- Leste: Camaragibe e Recife
- Oeste: Vitória de Santo Antão e Chã Grande

### Hidrografia
O município situa-se na bacia do rio Capibaribe, tendo como seus principais tributários os rios Capibaribe, Aratangi, Goitá, Tapacurá, Muribara, Macaco, Maninimbu, Tejipió, Pirãozinho e Várzea do Una. Além das barragens de Tapacurá e Goitá. Os principais regimes de água são perenes. 

### Relevo
O relevo do município faz parte da unidade das Superfícies Retrabalhadas, caracterizado pelo "mar de morros" que antecedem o Planalto da Borborema. 

### Vegetação
A mata atlântica é a vegetação original do município. O pau-brasil extraído da cidade foi o responsável por colocar Pernambuco como um dos principais exportadores do tipo da madeira para a Europa. Graças à boa qualidade das madeiras, o processo de desmatamento foi intensificado. 

### Geologia
São Lourenço da Mata está incluído geologicamente na Província da Borborema, sendo composta pelos litotipos dos complexos Salgadinho, Belém do São Francisco e Vertentes e da Suíte Calcialcalina de Médio a Alto Potássio Itaporanga e do Grupo Barreiras. 

### Clima
O clima do município é o clima tropical do tipo As´, com chuvas de outono-inverno. Possui verões quentes e secos, com máximas que alcançam os 35°C. Os invernos são chuvosos e amenos, com início de alguns dias sob forte nevoeiro; as mínimas raramente descem para menos de 15°C. O município registra em média 1 275 mm de precipitação anualmente. A temperatura média é de 25 °C.
| Dados climatológicos para São Lourenço da Mata     | Dados climatológicos para São Lourenço da Mata | Dados climatológicos para São Lourenço da Mata | Dados climatológicos para São Lourenço da Mata | Dados climatológicos para São Lourenço da Mata | Dados climatológicos para São Lourenço da Mata | Dados climatológicos para São Lourenço da Mata | Dados climatológicos para São Lourenço da Mata | Dados climatológicos para São Lourenço da Mata | Dados climatológicos para São Lourenço da Mata | Dados climatológicos para São Lourenço da Mata | Dados climatológicos para São Lourenço da Mata | Dados climatológicos para São Lourenço da Mata | Dados climatológicos para São Lourenço da Mata |
| Mês                                                | Jan                                            | Fev                                            | Mar                                            | Abr                                            | Mai                                            | Jun                                            | Jul                                            | Ago                                            | Set                                            | Out                                            | Nov                                            | Dez                                            | Ano                                            |
| -------------------------------------------------- | ---------------------------------------------- | ---------------------------------------------- | ---------------------------------------------- | ---------------------------------------------- | ---------------------------------------------- | ---------------------------------------------- | ---------------------------------------------- | ---------------------------------------------- | ---------------------------------------------- | ---------------------------------------------- | ---------------------------------------------- | ---------------------------------------------- | ---------------------------------------------- |
| Precipitação (mm)                                  | 71,5                                           | 78,3                                           | 103,4                                          | 163,2                                          | 187,2                                          | 245,2                                          | 178,1                                          | 102,4                                          | 58                                             | 28,2                                           | 18,6                                           | 41,5                                           | 1 275,6                                        |
| Fonte: Atlas Climatológico do Estado de Pernambuco |                                                |                                                |                                                |                                                |                                                |                                                |                                                |                                                |                                                |                                                |                                                |                                                |                                                |

### Bairros e distritos
O município é formado pela sua Sede, pelo distrito de Matriz da Luz e pelo Distrito de Lages. Abaixo alguns dos principais bairros da cidade:
- Barro Vermelho
- Beira Rio
- Bela Vista
- Caiará
- Capibaribe
- Centro
- Chã da Tábua
- Cidade da Copa
- Constantino
- Jardim Penedo
- Lages
- Lorena
- Manguba
- Matriz da Luz
- Muribara
- Nova Esperança
- Nova Tiúma
- Parque Capibaribe
- Penedo
- Pixete
- Prego
- Rosina Labanca
- Santa Rosa
- Tiúma
- Umuarama
- Várzea Fria
- Vila da Saudade
- Vila do Reinado
- Vila Dourada

## Economia
Segundo o IBGE, o PIB municipal em 2011 foi de 611.817, sendo o décimo maior PIB do Grande Recife; tendo um PIB per capita de apenas 5.891, um dos piores da Região Metropolitana do Recife.
O setor de serviços é o mais representativo na economia são-lourencense, equivalente a mais de 60% do produto interno. O setor industrial é o segundo mais representativo na economia, e é o que vem apresentando maior crescimento nos últimos anos, juntamente com a prestação de serviços. O setor primário representa menos de 10% da economia, que tem a cana-de-açúcar como o principal produto da atividade. 

## Turismo
O patrimônio histórico de São Lourenço da Mata é bastante rico, com usinas, igrejas e engenhos dos tempos coloniais, como a Igreja Matriz de São Lourenço, as usinas Capibaribe e Tiúma, vários engenhos de cana-de-açúcar, Bosque Pau-Brasil, Matriz da Luz (a 2° Igreja Católica mais antiga do Brasil), Barragem de Tapacurá.

### Copa do Mundo FIFA 2014
São Lourenço da Mata conta com a Arena Pernambuco um dos estádios mais modernos do Brasil que foi construído para a Copa do Mundo de 2014.

### Rua do Rosário
De acordo com os relatos históricos, a rua recebe esse nome porque há alguns anos abrigava uma igreja dedicada a Nossa Senhora do Rosário, que foi demolida em 1927. Além da relação com a antiga Igreja, os moradores costumam dizer que o formato da rua lembra um rosário. Atualmente a rua é uma das mais tradicionais da cidade e costuma ser o ponto de encontro da juventude nos finais de semana.

### Mercado Público
Inaugurado em 1906, o mercado público preserva traços arquitetônicos originais, e abriga comerciantes de diversos ramos. Lá encontra-se de tudo, das tradicionais ervas para chás e cereais, até artigos para festas e opções para presentes.

### Estação Ecológica de Tapacurá
A Estação Ecológica do Tapacurá ocupa uma área de 776 hectares. Sua finalidade é a pesquisa em botânica, zoologia e ecologia. Busca desenvolver hábitos de conservação de recursos florestais e da fauna da Mata Atlântica. Para tanto, produz de mudas de espécies frutíferas e florestais típicas da Mata Atlântica,como o pau-brasil, pau-de-jangada e ipê, dando apoio a empresas de reflorestamento e silvicultura. Pertence à Universidade Federal Rural de Pernambuco e parques aquáticos.